# Distrito de Sonitpur
Sonitpur (en asamés; শোণিতপুৰ) es un distrito de India en el estado de Assam. Código ISO: IN.AS.SO.
Comprende una superficie de 5 324 km².
El centro administrativo es la ciudad de Tezpur.

## Demografía
Según censo 2011 contaba con una población total de 1 925 975 habitantes, de los cuales 936 056 eran mujeres y 989 919 varones.